# بل ۴۷جی رنجر
بل ۴۷جی رنجر (به انگلیسی: Bell 47J Ranger) یک بالگرد ساختِ کارخانهٔ بل هلیکوپتر در کشور ایالات متحده آمریکا و کانادا است.

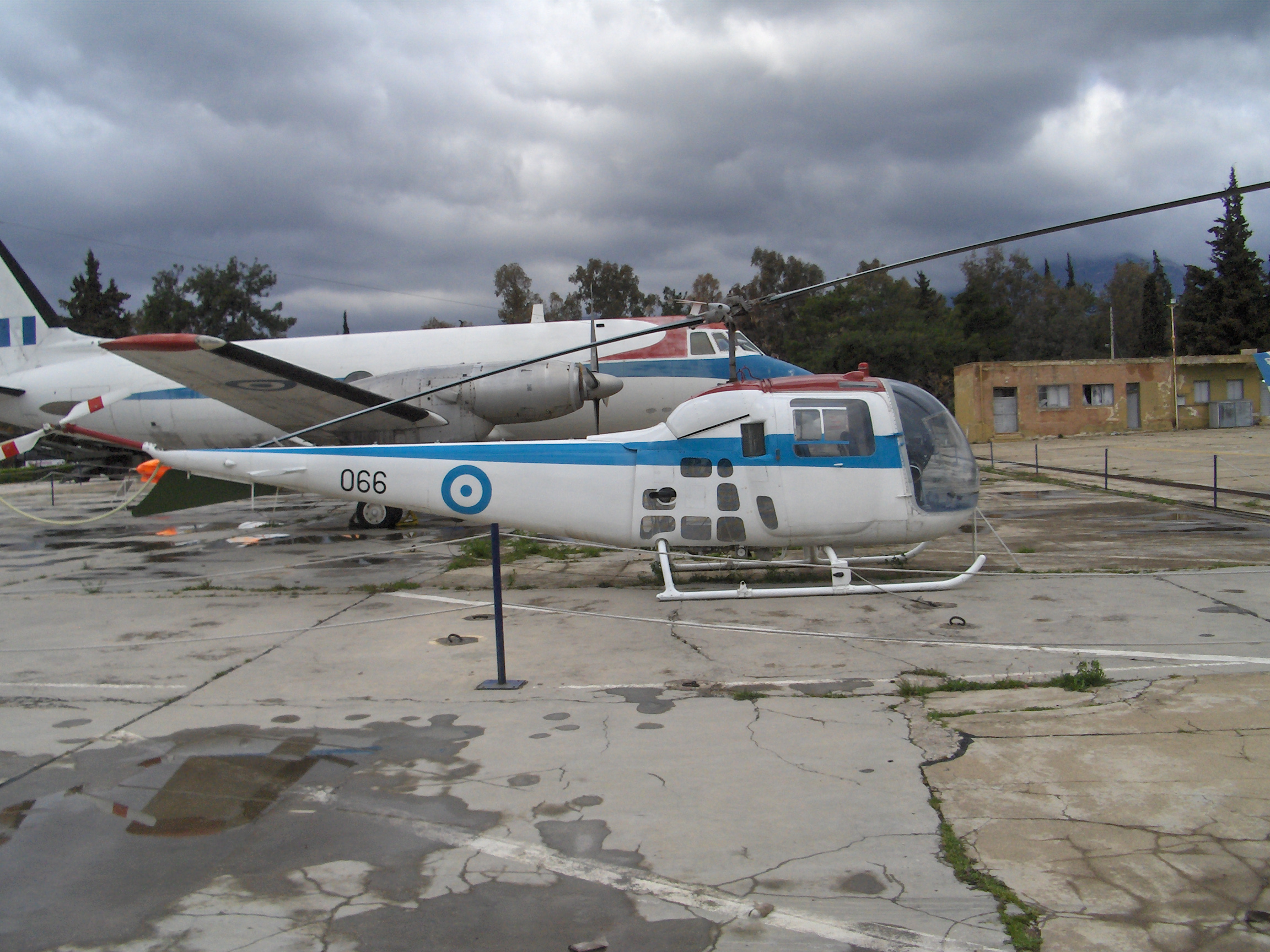

## مشخصات
داده‌ها از Jane's All The World's Aircraft 1965–66
ویژگی‌های عمومی
- خدمه: ۱
- ظرفیت: ۳ سرنشین
- طول: ۳۲ فوت ۵ اینچ (۹٫۸۷ متر)
- ارتفاع: ۹ فوت ۳ اینچ (۲٫۸۳ متر)
- وزن خالی: ۱٬۸۳۳ پوند (۸۳۱ کیلوگرم)
- بیشترین وزن برخاست: ۲٬۹۵۰ پوند (۱٬۳۳۸ کیلوگرم)
- ظرفیت سوخت: ۴۸ گالون آمریکایی (۴۰ گالون بریتانیایی؛ ۱۸۰ لیتر)
- پیشرانه: ۱ عدد vertically mounted air-cooled flat-six Lycoming VO-540-B1B, ۲۶۰ اسب بخار (۱۹۰ کیلووات)
- قطر روتور اصلی:  ۳۷ فوت ۲ اینچ (۱۱٫۳۳ متر)
- مساحت روتور اصلی: ۱٬۰۸۵ فوت مربع (۱۰۰٫۸ متر مربع)

عملکرد
- حداکثر سرعت: ۱۰۵ مایل بر ساعت (۱۶۹ کیلومتر بر ساعت، ۹۱ گره) at sea level
- سرعت کروز: ۹۱ مایل بر ساعت (۱۴۶ کیلومتر بر ساعت، ۷۹ گره)
- بُرد: ۲۵۸ مایل (۴۱۵ کیلومتر، ۲۲۴ مایل دریایی) (no reserves)
- حداکثر ارتفاع: ۱۱٬۰۰۰ فوت (۳٬۴۰۰ متر)
- نرخ صعود: ۸۷۰ فوت بر دقیقه (۴٫۴ متر بر ثانیه)